# Guinea-Bissau ved sommer-OL 2024
Guinea-Bissau deltog i sommer-OL 2024 i Paris, Frankrig, fra den 26. juli til den 11. august 2024.
De vandt ingen medaljer.

## Medaljer
| 2024 Paris    | Guld | Sølv | Bronze | Total |
| Guinea-Bissau | 0    | 0    | 0      | 0     |

### Medaljevinderne
| Guinea-Bissau under sommer-OL 2024 i Paris | Guinea-Bissau under sommer-OL 2024 i Paris | Guinea-Bissau under sommer-OL 2024 i Paris | Guinea-Bissau under sommer-OL 2024 i Paris | Guinea-Bissau under sommer-OL 2024 i Paris |
| Medalje                                    | Navn                                       | Sport                                      | Event                                      | Dato                                       |
| ------------------------------------------ | ------------------------------------------ | ------------------------------------------ | ------------------------------------------ | ------------------------------------------ |
| -                                          | -                                          | -                                          | -                                          | -                                          |